# Gunter Mann
Gunter Mann (* 12. August 1924 in Langen (Hessen); † 1992) war ein deutscher Hochschullehrer,
Medizinhistoriker und Direktor des Senckenbergischen Instituts für Geschichte der Medizin in Frankfurt am Main.

## Leben
Gunter Mann war der Sohn eines Realschulrektors und absolvierte nach dem Abitur am Goethe-Gymnasium Neu-Isenburg zunächst ein Biologiestudium und dann an der Johann Wolfgang Goethe-Universität Frankfurt am Main ein Medizinstudium, das er dort am 10. März 1951 mit dem Staatsexamen abschloss und am 18. August 1952 mit der Promotion zum Dr. med. abschloss. Es folgten eine Tätigkeit als Assistenzarzt an der Medizinischen Universitätsklinik sowie als Assistent am Frankfurter Senckenberg-Institut. Daneben studierte er Geschichte an der Frankfurter Universität, erhielt im April 1952 die Approbation zum Arzt. Vom Jahresbeginn 1953 an fungierte er als Referendar an der Senckenbergischen Bibliothek Frankfurt.  Nach der Assessorexamen für den wissenschaftlichen Bibliotheksdienst am Bibliothekar-Lehrinstitut der Universität Köln am 29. September 1954 folgte die Ernennung zum Bibliothekarsassessor an der Senckenbergischen Bibliothek Frankfurt, wo er 1957 zum Leiter bestellt wurde. Zugleich wurde er Leiter der Hauptbibliothek der Universitätskliniken Frankfurt.  Nach dem Wechsel von der Bibliothek und Rückkehr zum Senckenbergischen Institut im September 1963 wurde er wissenschaftlicher Rat und zwei Monate später mit der kommissarischen Wahrnehmung des ordentlichen Lehrstuhls für Geschichte der Medizin an der Philipps-Universität Marburg betraut und dort, nach der Ernennung zum ordentlichen Professor am 6. Juli 1964, zum  Direktor des Instituts für Geschichte der Medizin bestellt. 1971 folgte er dem Ruf als Direktor des Senckenbergischen Instituts für Geschichte der Medizin in Frankfurt. Dieses Amt hatte er bis September 1974 inne, als er zum ordentlichen Professor für Geschichte der Medizin an der Johannes Gutenberg-Universität Mainz ernannt wurde. 1977 leitete er als Dekan den Fachbereich Klinisch-Theoretische Medizin. Vom 17. bis 19. September 1976 war er in Wolfenbüttel Teilnehmer der wissenschaftlichen Tagung der Deutschen Gesellschaft zur Erforschung des 18. Jahrhunderts mit dem Thema Das 18. Jahrhundert als Epoche. Er wurde 1977 als Mitglied der Sektion Wissenschafts- und Medizingeschichte in die Deutsche Akademie der Naturforscher Leopoldina aufgenommen.

### Werke und Schriften (Auswahl)
- 1956: Die medizinischen Lesegesellschaften in Deutschland
- 1981: Naturwissen und Erkenntnis im 19. Jahrhundert
- 1990: Die Natur des Menschen, Probleme der physischen Anthropolgie und Rassenkunde (1750–1850)
- Zahlreiche Beiträge im medizinhistorischen Journal

### Öffentliche Ämter
- 1968: korrespondierendes Mitglied der Akademie der Wissenschaften und der Literatur Mainz
- 1971: ordentliches Mitglied der International Academy of the History of Medicine, London
- 1972: ordentliches Mitglied der Sektion für Geschichte der Medizin der schwedischen Gesellschaft der Ärzte
- 1976: ordentliches Mitglied der Akademie der Wissenschaften und der Literatur Mainz sowie korrespondierendes Mitglied der Wissenschaftlichen Gesellschaft Frankfurt am Main